# Tito Cacace
Tito Cacace (Napoli, 21 ottobre 1800 – Napoli, 10 febbraio 1892) è stato un politico italiano.